# Heruka

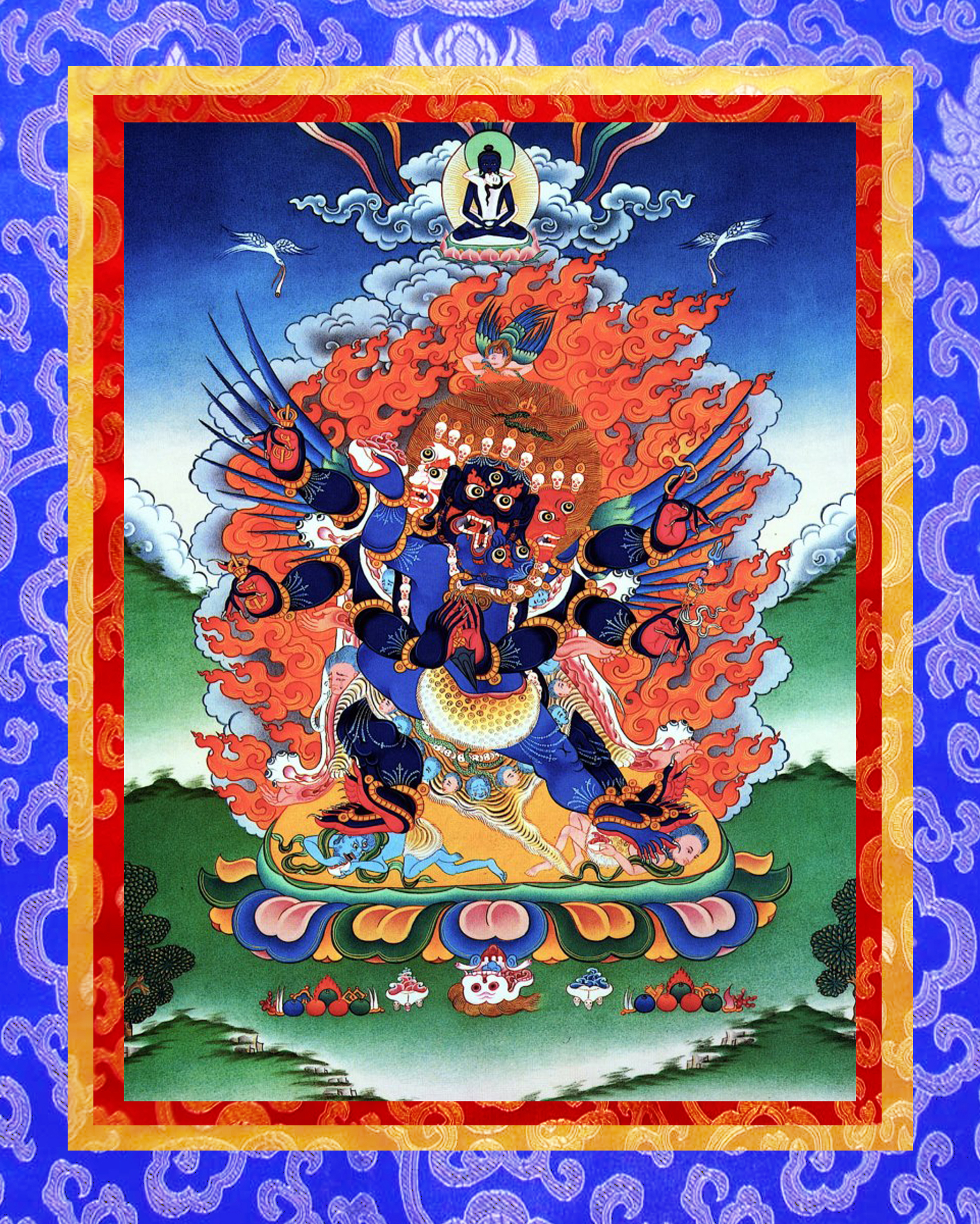
Vajrakilaya (um dos 8 herukas do Mahayoga Nyingma) com consorte.

Heruka (sânscrito; em tibetano: Wylie: khrag 'thung), é uma categoria de deidades iradas, seres iluminados no budismo Vajrayana que adotam um semblante feroz para beneficiar os seres sencientes. No Leste Asiático, eles são chamados de Reis da Sabedoria .
Herukas representam a personificação da felicidade e do vazio indivisíveis. Eles aparecem como Iṣṭha-devatā (em tibetano: Wylie: yi dam) ou deidades de meditação para sādhanās tântricas, geralmente colocadas em uma mandala e frequentemente aparecendo em Yab-Yum.

## Derivação e significado do termo
O nome "Heruka" é composto pelo prefixo "he-", que é um ensinamento da vacuidade dos fenômenos gerais, "ru", que é a vacuidade das pessoas em particular e, juntos, está ligado a "Ka", que se refere a união global de uma mente de grande extase e o vazio de todos os fenômenos.
O termo sânscrito Heruka foi traduzido para o chinês e o tibetano como "bebedor de sangue", o que o estudioso Ronald Davidson chama de "curioso", especulando que a tradução não literal derivou de uma associação que o termo tem com campos de cremação e 'cemitérios a céu aberto' (sânscrito: śmāśāna ) (que absorvem o sangue dos mortos). Os termos sânscritos para bebedor de sangue incluem asrikpa, refletindo uma palavra sânscrita para sangue (asrik), e raktapa, raktapayin ou rakshasa, derivado de um termo raiz alternativo para sangue (rakta). Ao contrário dos chineses e tibetanos (Tratung , wylie: khrag 'thung) termos usados para traduzi-lo, o termo sânscrito heruka não significa literalmente bebedor de sangue, embora o fato de ter sido traduzido como tal em duas outras línguas sugira fortemente uma etimologia interpretativa indiana de acordo.

## Oito Herukas do Mahayoga da escola Nyingma

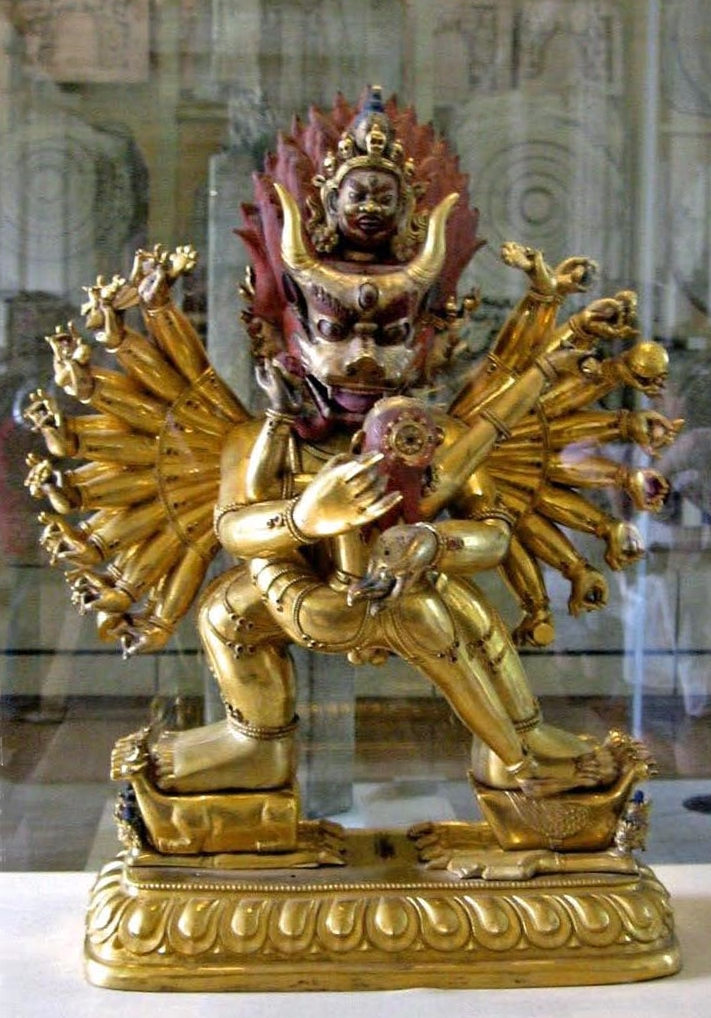
Yamantaka Vajrabhairav, Museu Britânico.

Os oito Herukas (Wylie: sgrub pa bka 'brgyad) da tradição Nyingma mahayoga (e suas sadhanas correspondentes) foram recebidos por Padmakara dos Oito Vidyadharas (Tib. Rigdzin), ou Oito Grandes Acharyas : Manjushrimitra, Nagarjuna, Vajrahumkara, Vimalamitra, Prabhahasti, Dhanasamskrita, Shintamgarbha e Guhyachandra. Eles eram proficientes nas práticas de, respectivamente:
1) Yamantaka (Tib. Jampal Shinje , ’jam dpal sku) a forma irada de Manjushri, a deidade do corpo;2) Hayagriva (tib. Pema Sung, padma gsung) a forma irada de Avalokiteśvara, a deidade da fala;3) Vishuddha / Sri Samyak (Tib. Yangdak Thuk, Wylie: yang dag thugs) a forma irada de Vajrapani, deidade da mente;4) Mahottara (Tib. Chem Chok, Wylie: che mchog) a forma irada de Samantabhadra, a deidade das qualidades iluminadas;5) Vajrakilaya / Vajrakumara (Tib. Dorje Phurba, phur ba ‘phrin las), a forma irada de Vajrasattva, a deidade da purificação;6) Matarah (tib. Mamo Botong, mo rbod gtong) a forma irada de Akasagarbha, a deidade do chamado e envio;7) Lokastotrapuja-natha (Tib. Jigten Chotod , ’jig rten mchod bstod ) a forma irada de Ksitigarbha, a deidade das ofertas e louvores mundanos;8) Vajramantrabhiru (Tib. Mopa Dragnak , mod pa drag sngags ) a forma irada de Maitreya, a deidade dos mantras irados.
Padmasambhava é citado no Bardo Thodol (Antarabhavatantra - "Livro Tibetano dos Mortos"): "O ponto crucial é de fato que aqueles que meditaram na descrição formal desses Herukakaya ('corpos de Heruka'), também fizeram oferendas e elogios a eles, ou, pelo menos, ter simplesmente visto suas imagens pintadas e esculpidas, podem reconhecer as formas que surgem aqui e atingir moksha (liberação)."